# 마하사 응진전 십육나한도
마하사 응진전 십육나한도(摩訶寺 應眞殿 十六羅漢圖)는 부산광역시 연제구 마하사 응진전에 있는 조선시대의 불화이다. 2003년 9월 16일 부산광역시의 문화재자료 제17호로 지정되었다.

## 개요
마하사 응진전에 보존되어 있는 그림으로, 산수를 배경으로 나한상이 다양한 모습으로 배치되어 있는 16나한도이다.
이 16나한도는 비단 바탕에 채색하여 그려진 것으로, 원래 총 4폭이었으나 1폭이 결실되어 3폭만으로 구성되어 있다.
나한상의 육신은 붉은색에 백색안료를 많이 섞은 분홍색으로 피부를 표현하였고, 육신선은 가는 먹선 위에 엷은 붉은색 선을 겹쳐서 나타내었으며, 육신선에 따라 붉은색으로 바림하여 입체감을 살리고 있다. 머리 부분은 노승(老僧)의 경우 흰 선으로 머리털을 표현하고, 약승(若僧)의 경우 녹청을 발라 묘사하였다. 옷차림은 대개 녹청 혹은 군청 장삼에 홍색 가사로 보색대비를 나타내었다.
화면 아랫부분 좌우 양쪽에 있는 기록에 의하면 이 16나한도는 불강세후(佛降世後) 2937년 경술, 즉 1910년에 조성된 것임을 알 수 있다.
마하사 응진전 16나한도는 화면이 전반적으로 보존상태가 양호한 편이며, 조선후기 부산·경남지역의 불교미술 양식과 계보를 살필 수 있는 자료적 가치가 있다.

## 참고 자료
- 마하사응진전16나한도 - 국가유산청 국가유산포털